# Zoltan Fejer-Konnerth
Zoltan Fejer-Konnerth (né le 20 juillet 1978 à Odorheiu Secuiesc en Roumanie) est un joueur de tennis de table allemand.
Il est champion d'Europe en double en 2002 avec Timo Boll, finaliste de l'Open d'Allemagne ITTF par équipe en 2009. En 2010 il est no 72 mondial et évolue dans le club de AS Pontoise-Cergy TT dans le championnat de France de Pro A. Il évolue avec le Caen TTC depuis 2013 .